# Фоксворт (Міссісіпі)
Фоксворт (англ. Foxworth) — переписна місцевість (CDP) в США, в окрузі Меріон штату Міссісіпі. Населення — 523 особи (2020).

## Географія
Фоксворт розташований за координатами 31°14′19″ пн. ш. 89°52′58″ зх. д. / 31.23861° пн. ш. 89.88278° зх. д. (31.238552, -89.882830).  За даними Бюро перепису населення США в 2010 році переписна місцевість мала площу 7,16 км², уся площа — суходіл.

## Демографія
Згідно з переписом 2010 року, у переписній місцевості мешкали 603 особи в 227 домогосподарствах у складі 154 родин. Густота населення становила 84 особи/км².  Було 266 помешкань (37/км²).
Расовий склад населення:
| - 65,5 % — білих - 32,2 % — чорних або афроамериканців - 0,2 % — азіатів |

До двох чи більше рас належало 2,2 %. Частка іспаномовних становила 0,7 % від усіх жителів.
За віковим діапазоном населення розподілялося таким чином: 28,0 % — особи молодші 18 років, 61,2 % — особи у віці 18—64 років, 10,8 % — особи у віці 65 років та старші. Медіана віку мешканця становила 34,4 року. На 100 осіб жіночої статі у переписній місцевості припадало 92,0 чоловіків;  на 100 жінок у віці від 18 років та старших — 91,2 чоловіків також старших 18 років.
За межею бідності перебувало 21,9 % осіб, у тому числі 0,0 % дітей у віці до 18 років та 0,0 % осіб у віці 65 років та старших.
Цивільне працевлаштоване населення становило 119 осіб. Основні галузі зайнятості: освіта, охорона здоров'я та соціальна допомога — 30,3 %, роздрібна торгівля — 24,4 %, науковці, спеціалісти, менеджери — 14,3 %, сільське господарство, лісництво, риболовля — 13,4 %.